# Свято-Троицкий монастырь (Сочи)
Свято-Троицкий монастырь — православный общежительный мужской монастырь (ныне возрождается), располагавшийся в городе Сочи, район Красная поляна. Во время своего основания являлся единственным православным монастырём во всей Черноморской губернии.

## История

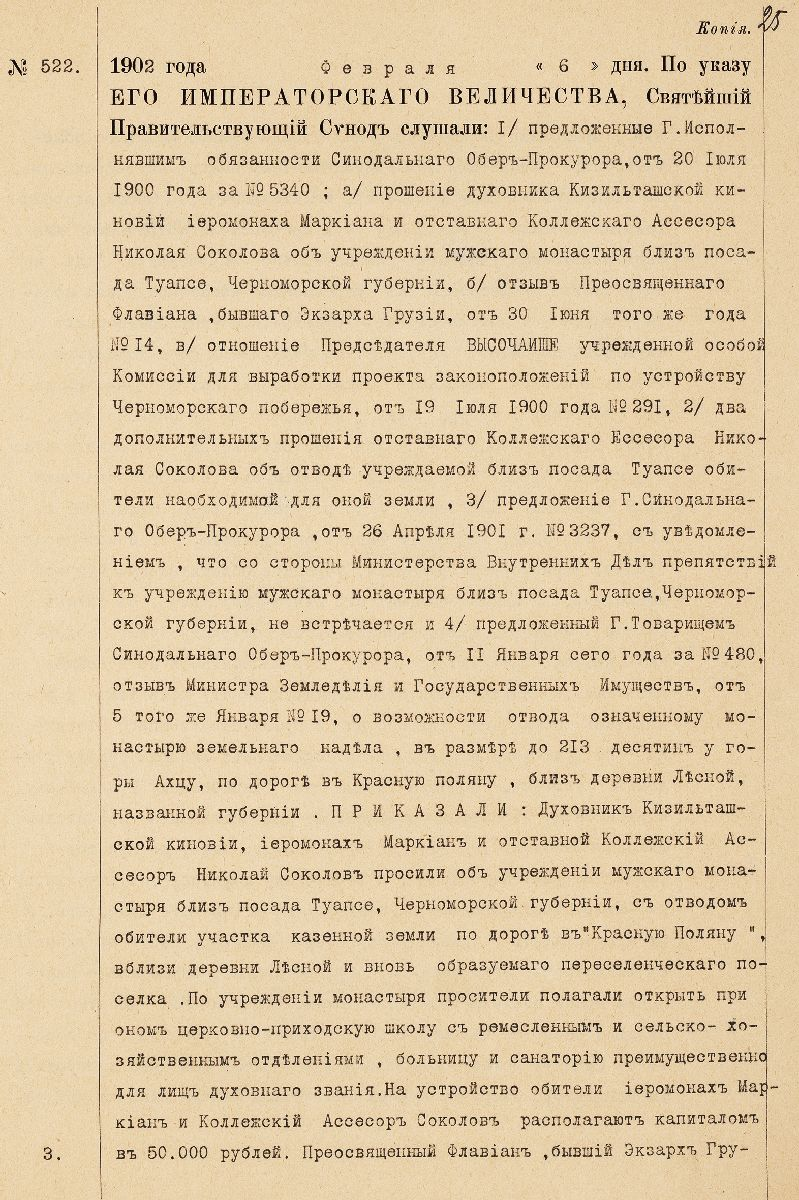
Определение Святейшего Синода об учреждении Свято-Троицкого мужского общежительного монастыря.

У истоков создания данной обители стояли несколько человек. Этими людьми были: Афонский иеромонах Маркиан, ранее подвизавшийся в Успенской келии монастыря Кутлумуш, в 1877 году прибывший в Закубанье, а с 1893 года руководивший Кизилташской Стефано — Сурожской киновией общежительного монастыря в Крыму и отставной коллежский асессор Николай Иванович Соколов. Начиная с 1900 года ими было подано несколько обращений в Святейший Синод о выделении на побережье в приделах Черноморской губернии участка земли для устройства православного монастыря. При рассмотрении данного вопроса министром земледелия, был дан отзыв о расположении обители не на самом побережье, а в горной местности. По высочайшему соизволению от 22 июня 1902 года для устройства обители государством было выделено 213 десятин казённых земель, находившихся по дороге на Красную поляну (Романовск), на правом берегу Мзымты, недалеко от ущелья Ахцу.

## Строительство монастыря
Благодаря усердию сподвижника игумена Маркиана Н. И. Соколова для строительства обители изначально была изыскана сумма в 50 000 рублей.
На территории обители планировалось организовать церковно-приходскую школу, ремесленные и сельскохозяйственные классы, больницу, а также санаторий для лиц духовного сана.
Активное строительство обители происходило с 1903 по 1906 год. До закрытия монастыря в 1922 году в собственности обители имелись: монастырское подворье в Адлере, деревянная купольная церковь, настоятельский дом, братский корпус, кухня, просфорня, пекарня, трапезная, гостиница для паломников, столярная и каретная мастерские, кузня, пасека с домом пасечника, баня и прачечная, фруктовый сад, виноградник и огород, земли для покоса. В 1905 году при монастыре была организована школа для солдатских детей-сирот. Число насельников обители в разные годы доходило до ста десяти..
Сведения об обители имелись в туристических путеводителях начала XX века. Остались и письменные воспоминания туристов и паломников о посещении монастыря:

… В Адлере можно сделать остановку … тем более, что в Адлере существует и подворье монастыря, где бесплатно можно переночевать и отдохнуть … Свято-Троицкий монастырь хотя расположен только в полверсте от шоссейной дороги, но его совсем незаметно, потому что он построен в густом лесу, и только деревянные ворота с иконой Пресвятой Троицы указывают к нему путь … когда увидали деревянную церковь, выстроенную в древнерусском стиле; настолько приятно было встретить свое, родное в глуши Кавказа. Церковь, равно как и все монастырские постройки, очень гармонировала с вершинами Кавказских гор, окружавшими монастырь … монастырь устроен трудами иеромонаха Маркиана, бодрого, живого старика 63 лет, и в очень короткое время — в три года.

## Монастырь после событий 1905 −1917 годов

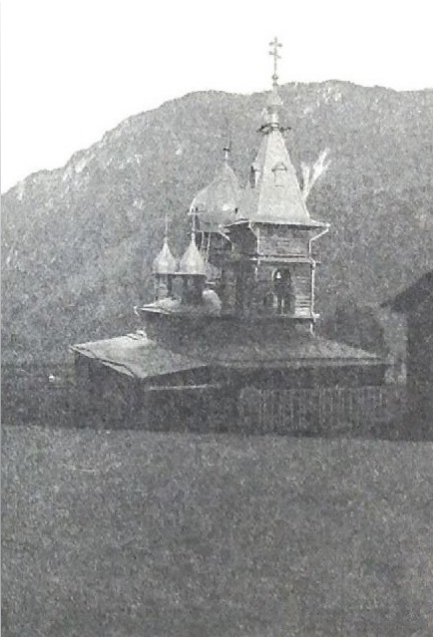
Деревянный храм Свято-Троицкого монастыря.

Во время событий 1905 года монастырь подвергся ограблению шайкой революционных бандитов под предводительством жителя села Аибга Д. П. Шульженко.
После февральского переворота в июне 1917 года насельниками монастыря был арестован игумен Маркиан он обвинялся в жестоком обращении с братией. Арест игумена длился 38 суток и был отменен после схода крестьян соседнего села Лесное, которые признали действия насельников обители примененные к своему игумену слишком жестокими.
После прихода к власти большевиков — декретом от 2 февраля 1918 года «О свободе совести, церковных и религиозных обществах» монастырь лишился юридических прав и своего имущества. В 1922 году обитель была закрыта, насельники монастыря изгнаны. Многие из них поселились недалеко от бывшей обители. Так же ими было образовано сельскохозяйственное «Общество монастырского поселения». В 1924 году земли и имущество бывшего монастыря были переданы в аренду сторонним лицам. Монастырский храм функционировал до середины 1920 годов, после был закрыт и разрушен. Монастырские святыни и иконы были сожжены вместе со святынями соседнего с монастырем храма Георгия Победоносца. Многие из бывших насельников монастыря подверглись политическим репрессиям, арестам, ссылкам. Некоторые из них расстреляны. Судьба настоятеля монастыря игумена Маркиана в данное время остается неизвестной.

## Возрождение обители
Через несколько лет после закрытия монастыря было закрыто «Общество монастырского поселения». Со временем на бывших монастырских землях появилось село с одноимённым названием Монастырь. Название села сохранялось как в советское, так и в современное время.
Попытки возрождения обители начали предприниматься с начала 1990 годов. В связи с тем, что на участке земли где ранее находились монастырский храм и другие постройки обители существовала база отдыха одного из государственных ведомств, администрацией города Сочи было принято решение о выделении участка земли для строительства монастыря не в историческом месте, а недалеко от него — возле соседнего села Лесное, где в 1999 году и был основан Троице — Георгиевский женский монастырь, который считался приемником имени и традиций Свято — Троицкого мужского монастыря.
В августе 2021 года администрацией города Сочи Сочинской епархии РПЦ был передан небольшой участок земли на котором ранее стоял монастырский храм. 23 августа 2021 года епископом Сочинским и Туапсинским Германом (Камаловым) в сослужении духовенства епархии на сохранившемся фундаменте монастырского храма впервые за много лет была совершена Божественная литургия. Сочинской епархией принято решение о возрождении обители.